# Le stelle non tremano
Le stelle non tremano è il sesto album in studio della cantautrice italiana Dolcenera.

## Descrizione
L'album è stato anticipato da quattro singoli, il primo dei quali è stato Niente al mondo, che si è rivelato un successo per l'estate 2014 vincendo anche una puntata del Summer Festival.
A seguire sono stati pubblicati Accendi lo spirito, Fantastica e Un peccato.

### Edizione speciale
Il 12 febbraio 2016 è uscito Le stelle non tremano - Supernovæ, riedizione dell'album costituita da 17 brani, tra cui Ora o mai più (le cose cambiano), presentato al 66º Festival di Sanremo e classificatosi 15° nella serata finale della kermesse.

## Tracce

### Edizione standard
1. Niente al mondo – 3:39 (Dolcenera, Francesco Sighieri)
2. Immenso – 4:05 (Dolcenera, Finaz, Francesco Sighieri)
3. Un peccato – 3:11 (Dolcenera, P. Valli)
4. Figli del caos – 3:33 (Dolcenera, Francesco Sighieri)
5. Accendi lo spirito – 4:04 (Dolcenera)
6. Credo – 3:47 (Dolcenera, Pietro Stefanini)
7. Il viaggio – 3:35 (Dolcenera, Francesco Sighieri)
8. 2vite – 3:16 (Dolcenera, Francesco Sighieri)
9. Fantastica – 3:59 (Dolcenera, Pietro Stefanini, Francesco Sighieri, Michele Papadia)
10. L'anima in una lacrima – 3:57 (Dolcenera, M. Venturini, S. Vavolo)
11. Universale – 3:49 (Dolcenera, Finaz, Francesco Sighieri)

### Le stelle non tremano - Supernovæ
1. Niente al mondo – 3:39 (Dolcenera, Francesco Sighieri)
2. Immenso – 4:05 (Dolcenera, Finaz, Francesco Sighieri)
3. Amore disperato – 4:09 (Gerry Manzoli, Varo Venturi) – originariamente interpretata da Nada
4. L'amore sa – 3:46 (Dolcenera, M. De Simone, R. Sciré)
5. Un peccato – 3:11 (Dolcenera, P. Valli)
6. Figli del caos – 3:34 (Dolcenera, Francesco Sighieri)
7. Accendi lo spirito – 4:04 (Dolcenera)
8. Ora o mai più (le cose cambiano) – 3:59 (Dolcenera, Finaz)
9. Credo – 3:47 (Dolcenera, Pietro Stefanini)
10. 2vite – 3:17 (Dolcenera, Francesco Sighieri)
11. Il viaggio – 3:35 (Dolcenera, Francesco Sighieri)
12. La voce del silenzio – 3:29 (Mogol, Dolcenera)
13. 100 mila watt – 3:32 (Dolcenera, Davide Simonetta, Piero Romitelli)
14. Fantastica – 3:59 (Dolcenera, Pietro Stefanini, Francesco Sighieri, Michele Papadia)
15. L'anima in una lacrima – 3:57 (Dolcenera, M. Venturini, S. Vavolo)
16. Universale – 3:49 (Dolcenera, Finaz, Francesco Sighieri)
17. Ora o mai più (le cose cambiano) (Acoustic Version) – 3:59 (Dolcenera, Finaz)

## Formazione
- Dolcenera – voce, pianoforte, sintetizzatore
- Mattia Tedesco – chitarra
- Antonio Petruzzelli – basso
- Michele Papadia – organo, pianoforte
- Paolo Valli – batteria, percussioni
- Francesco Sighieri – cori
- Daniele Moretto – tromba
- Alessio Nava – trombone

## Classifiche
Edizione standard
| Classifica (2015) | Posizione massima |
| ----------------- | ----------------- |
| Italia            | 5                 |

Le stelle non tremano - Supernovæ
| Classifica (2016) | Posizione massima |
| ----------------- | ----------------- |
| Italia            | 37                |